# Traditiones Wizenburgenses
Traditiones Wizenburgenses ist der Titel der Ausgabe des karolingerzeitlichen Traditionsbuchs des elsässischen Klosters Weißenburg, angelegt um das Jahr 855 bis 860.

## Der Codex
Der Codex enthält 276 Güterschenkungen an das elsässische Kloster Weißenburg aus dem 7. bis. 9. Jahrhundert. Abzüglich einiger doppelter oder nachgetragener Texte verbleiben 261 Texte aus den Jahren 661 bis um 864, darunter einige Fälschungen. Die Schenkungen betreffen geographisch Elsassgau, Saargau und Seillegau, also einen Ausschnitt der linksrheinischen Teile des Klosterbesitzes. Anzunehmen ist, dass es ursprünglich einen weiteren Band oder weitere Bände gab, die verlorengegangen sind.

## Schicksal
Nachdem der Codex mehrere Jahrhunderte im Klosterarchiv aufbewahrt worden war, bescherte ihm die Französische Revolution ein bewegtes Schicksal. Das wertvolle Klosterarchiv gelangte zunächst (1791) in den Besitz der Stadt Weißenburg. Als während der folgenden Kriegsjahre Ende 1793 Weißenburg vorübergehend von den französischen Revolutionstruppen geräumt und von den Österreichern besetzt war, nutzte der Bischof von Speyer (seit 1546 war der Bischof von Speyer jeweils auch Propst des Stiftes Weißenburg) die Situation, um einen Teil des Archivs, darunter auch das Traditionsbuch, aus Weißenburg wegführen und in Sicherheit bringen zu lassen.
Den nachrückenden französischen Truppen scheint es gelungen zu sein, den Transport abzufangen, denn als 1797 das gesamte linksrheinische Gebiet in den Besitz Frankreichs kam und das französische „Département du Mont Tonnerre“ mit Sitz in Mainz bildete, gelangten die Speyerer Archivalien und mit ihnen die aus Weißenburg stammenden Urkunden in das neu geschaffene Archiv dieses Départements. Dort eignete sich der Konservator der Universitätsbibliothek Mainz, Franz Joseph Bodmann, der Zugang zum Archiv hatte, verschiedene alte Urkunden und Bücher an, auch das Traditionsbuch.
Von Bodmann ging das Traditionsbuch zusammen mit weiteren Weißenburger Handschriften an einen anderen Mainzer Bürger, Franz Scheppler, über, der sich darin als Besitzer verewigt hat (wenn auch unrechtmäßig, da die Bücher aus dem Départements-Archiv gestohlen waren). Scheppler geriet 1811 in Konkurs, woraufhin mit dem gesamten Besitz auch seine Bücher versteigert wurden. Hier verlieren sich für kurze Zeit die Spuren des Traditionsbuchs, aber schon im Januar 1814 tauchte es wieder in Augsburg bei einem „Büchertrödler“ („caupo librorum“) auf. Dort erwarb es der Jurist und Historiker Christoph Friedrich Cotta zusammen mit drei weiteren Weißenburger Manuskripten, die nach seinem Tod 1838 in den Besitz des Sohnes Emil Cotta übergingen. Dieser verkaufte sie im Jahr 1841 für 50 Gulden dem Historischen Verein der Pfalz, mit Sitz in Speyer. In dessen Auftrag besorgte bereits im folgenden Jahr der Historiker Johann Kaspar Zeuß eine Druckausgabe des Traditionsbuchs zusammen mit dem jüngeren Liber possessionum Wizenburgensis vom Ende des 13. Jahrhunderts unter dem gemeinsamen Titel „Traditiones possessionesque Wizenburgenses“.
Seit 1921 befindet sich der Codex, der immer noch Eigentum jenes Vereins ist, als Leihgabe im Landesarchiv Speyer, Signatur: F 1 Nr. 85.
Die Neuausgabe wurde von Karl Glöckner vorbereitet und 1979 aus dessen Nachlass herausgegeben von Anton Doll, ohne Register.

## Ausgaben
- Johann Kaspar Zeuß (Hg.): Traditiones possessionesque Wizenburgenses : codices duo cum supplementis; impensis societatis historicae Palatinae. Speyer, 1842, S. 1–268 online.
- Anton Doll (Hg.): Traditiones Wizenburgenses. Die Urkunden des Klosters Weißenburg 661–864. Eingeleitet und aus dem Nachlaß von Karl Glöckner herausgegeben von Anton Doll. Hessische Historische Kommission, Darmstadt 1979 digitale Ausgabe. (Zur Kritik siehe die Arbeiten von Françoise Hudry und Christian Wilsdorf)

## Belege
1. ↑  Christian Wilsdorf: Traditiones Wizenburgenses. Die Urkunden des Klosters Weissenburg 661–864. Eingeleitet und aus dem Nachlaß von Karl Glöckner herausgegeben von Anton Doll, 1979 (Rezension). In: Francia, 8, 1980, S. 783.